# Campeonato Paraense de Futebol Feminino Sub-20 de 2023
O Campeonato Paraense Feminino Sub-20 de 2023 foi a terceira edição deste evento esportivo, um torneio estadual de futebol feminino organizado pela Federação Paraense de Futebol (FPF).
O torneio compreendeu quatro distintas fases e envolveu a participação de um total de quatro clubes, ocorrendo no período de 6 de agosto a 10 de setembro. A fase de grupos foi marcado por confrontos entre os participantes em partidas de ida, uma fase inicial crucial para determinar os finalistas. Das equipes envolvidas, apenas as duas mais bem-sucedidas avançaram para a decisão em partidas de ida e volta.
O título da edição foi conquistado pelo Paysandu, que venceu a decisão contra o Tiradentes, com um placar agregado de 6 a 1.

## Antecedentes
Visando fomentar o futebol feminino, revelar novos talentos e incentivar a prática do esporte, a primeira edição foi disputada em 2019, com o Paysandu conquistou o título ao derrotar o ESMAC na decisão.
As temporadas de 2020 e 2021, acabaram sendo cancelado devido à pandemia de Covid-19. O torneio retornou em 2022, com a conquista do bicampeonato do Paysandu após o clube vencer todos os jogos que disputou.

## Formato e participantes
O regulamento da competição foi organizado em duas fases distintas. Na primeira, os quatro clubes participantes se enfrentaram em jogos de turno único, e os dois melhor colocados avançaram para final em jogos de ida e volta.
| Equipe        | Cidade     | Participações | Títulos         |
| ------------- | ---------- | ------------- | --------------- |
| Cabanos       | Ananindeua | 2             | —               |
| Paysandu      | Belém      | 2             | 2 (2019 e 2022) |
| Remo          | Belém      | —             | —               |
| Tiradentes-PA | Belém      | 1             | —               |

## Primeira fase
O campeonato iniciou-se em 6 de agosto. Nos jogos de abertura, o Paysandu e o Tiradentes triunfaram sobre seus adversários. Os clubes, por sua vez, prevaleceram sobre seus adversários nas partidas seguintes e avançaram para a grande decisão.
- O desempate entre Cabanos e Remo foi feito através do critério de cartões amarelos.

## Final
O primeiro jogo da competição ocorreu em 2 de setembro e foi realizado no Centro Esportivo da Juventude (CEJU). O time visitante conquistou a vitória sobre o Tiradentes por 3–0. O Paysandu confirmou o título ao vencer também o segundo jogo pelo placar de 3–1.

### Partida de ida
| 2 de setembro | Tiradentes-PA | 0 — 3 | Paysandu              | CEJU, Belém                          |
| 09h30min      |               |       | Esther Vanessa Vanuza | Árbitro: Tarciane Nascimento de Sena |

### Partida de volta
| 10 de setembro | Paysandu       | 3 — 1  | Tiradentes-PA                           | Curuzu, Belém                     |
| 09h30min       | Gabrieli 90+2' | Súmula | 41' Silmara · 45+3' Ingrid · 63' Tawany | Árbitro: Gleika Oliveira Pinheiro |